# Клемон
Клемо́н (фр. Clémont) — коммуна во Франции, находится в регионе Центр. Департамент — Шер. Входит в состав кантона Аржан-сюр-Содр. Округ коммуны — Вьерзон.
Код INSEE коммуны — 18067.
Коммуна расположена приблизительно в 145 км к югу от Парижа, в 50 км юго-восточнее Орлеана, в 55 км к северу от Буржа.

## Население
Население коммуны на 2008 год составляло 683 человека.
| 1962 | 1968 | 1975 | 1982 | 1990 | 1999 | 2008 |
| ---- | ---- | ---- | ---- | ---- | ---- | ---- |
| 670  | 670  | 655  | 600  | 631  | 642  | 683  |

## Администрация
| Период | Период | Фамилия           | Партия                    | Примечания                        |
| ------ | ------ | ----------------- | ------------------------- | --------------------------------- |
|        | 1995   | М. Форта          |                           |                                   |
| 1995   | 2012   | Тьерри де Монбель | Союз за народное движение | член генерального совета (с 1998) |
| 2012   | 2014   | Брюно Мартен      |                           |                                   |

## Экономика
В 2007 году среди 408 человек в трудоспособном возрасте (15-64 лет) 299 были экономически активными, 109 — неактивными (показатель активности — 73,3 %, в 1999 году было 69,2 %). Из 299 активных работали 268 человек (150 мужчин и 118 женщин), безработных было 31 (13 мужчин и 18 женщин). Среди 109 неактивных 17 человек были учениками или студентами, 50 — пенсионерами, 42 были неактивными по другим причинам.

## Достопримечательности
- Церковь Сент-Этьен (XV век). Исторический памятник с 1928 года[3]
  - Купель (1545 год). Исторический памятник с 2006 года[4]
  - Надгробие на могиле Жана де Гамаша (1518 год). Размеры — 193×89 см. Исторический памятник с 1892 года[5]
- Замок Лоруа (XVIII век). Исторический памятник с 1981 года[6]

## Фотогалерея
- Озеро Пюи
- Канал Содр[фр.]
- Карта коммуны